# Medlovice (okres Vyškov)
Obec Medlovice se nachází v okrese Vyškov v Jihomoravském kraji. Žije zde 416 obyvatel. Obcí protéká Medlovický potok.

## Historie
První písemná zmínka o obci pochází z roku 1390.

## Obyvatelstvo

### Struktura
V obci k počátku roku 2016 žilo celkem 308 obyvatel. Z nich bylo 147 mužů a 161 žen. Průměrný věk obyvatel obce dosahoval 40,3 let. Dle Sčítání lidu, domů a bytů, provedeného v roce 2011, žilo v obci 309 lidí. Děti do 14 let věku tvořily 15,9 % obyvatel a senioři nad 70 let úhrnem 6,8 %. Z celkem 260 občanů obce starších 15 let mělo vzdělání 41,9 % střední vč. vyučení (bez maturity). Počet vysokoškoláků dosahoval 6,5 % a bez vzdělání bylo naopak 1,2 % obyvatel. Z cenzu dále vyplývá, že ve městě žilo 149 ekonomicky aktivních občanů. Celkem 89,3 % z nich se řadilo mezi zaměstnané, z nichž 75,2 % patřilo mezi zaměstnance, 0,7 % k zaměstnavatelům a zbytek pracoval na vlastní účet. Oproti tomu celých 48,9 % občanů nebylo ekonomicky aktivní (to jsou například nepracující důchodci či žáci, studenti nebo učni) a zbytek svou ekonomickou aktivitu uvést nechtěl. Úhrnem 132 obyvatel obce (což je 42,7 %), se hlásilo k české národnosti. Dále 80 obyvatel bylo Moravanů a 3 Slováků. Celých 107 obyvatel obce však svou národnost neuvedlo.
Vývoj počtu obyvatel za celou obec i za její jednotlivé části uvádí tabulka níže, ve které se zobrazuje i příslušnost jednotlivých částí k obci či následné odtržení.
| Místní části   | Místní části   | 1869 | 1880 | 1890 | 1900 | 1910 | 1921 | 1930 | 1950 | 1961 | 1970 | 1980 | 1991 | 2001 | 2011 |
| -------------- | -------------- | ---- | ---- | ---- | ---- | ---- | ---- | ---- | ---- | ---- | ---- | ---- | ---- | ---- | ---- |
| Počet obyvatel | část Medlovice | 317  | 330  | 358  | 377  | 397  | 410  | 371  | 367  | 354  | 358  | 341  | 319  | 331  | 309  |
| Počet domů     | část Medlovice | 68   | 73   | 78   | 82   | 86   | 89   | 94   | 109  | 103  | 105  | 100  | 113  | 114  | 116  |

## Doprava
Vesnice má přestupní dopravní uzel IDS JMK, který pomáhá dopravně i jiným blízkým obcím.

## Pamětihodnosti
- Kaple svatého Františka z Assisi postavená v roce 1899

## Sport
- Fotbalové hřiště
- Tenisový kurt
- Víceúčelové hřiště